# Félix le chat - L'Alphabet en chantant
Albums de Chantal Goya
Snoopy - Pandi Panda
(1984) Bravo Popeye - Dou ni dou ni day
(1986)
Félix le Chat - L'alphabet en chantant est le neuvième album studio de la chanteuse Chantal Goya, sorti en 1985. Il fait référence à Félix le Chat, création de Otto Messmer.

## Description
Il a été réédité en CD chez Podis / Polygram en 1997 et en 2013 dans le coffret L'intégrale chez Sony. C'est l'album dont elle faisait la promotion au moment de l'enregistrement de l'émission Le jeu de la vérité présentée par Patrick Sabatier le 13 décembre 1985, où elle dut répondre à des questions agressives d'adultes la concernant, et à la suite de laquelle son image a été salie dans la presse. Ainsi, seul le premier 45 tours extrait connaîtra un succès de ventes, mais grâce à sa face B, L'alphabet en chantant, qui, écrite et composée par elle-même, bien que le 45 tours indique à nouveau Jean-Jacques Debout comme auteur-compositeur, sera classée au Top 50 durant l'hiver 1985-1986, contrairement à sa face A Félix le chat. L'alphabet en chantant sera reprise par le groupe de synthèse Florabelle et ses amis en 2007. 
Le second 45 tours extrait, Les Champignoux, faute à une faible médiatisation, n'entrera pas au Top 50, contrairement à tous les autres 45 tours de Chantal Goya sortis précédemment depuis la création du classement en novembre 1984.

## Pistes
| 1.    | Félix le Chat (Jean-Jacques Debout)                                                      | 2:33 |
| 2.    | Tipluche (Jean-Jacques Debout)                                                           | 1:59 |
| 3.    | Trois pommes (Roger Dumas / Jean-Jacques Debout)                                         | 2:37 |
| 4.    | À l'auberge de château vert (Jean-Jacques Debout)                                        | 2:46 |
| 5.    | Cher Monsieur de Saint-Exupéry (Roger Dumas - Jean-Jacques Debout / Jean-Jacques Debout) | 3:20 |
| 6.    | Les champignoux (Jean-Jacques Debout - Michel Oks / Jean-Jacques Debout)                 | 2:23 |
| 7.    | Tourbichon (Jean-Jacques Debout)                                                         | 2:18 |
| 8.    | L'alphabet en chantant (Chantal Goya)                                                    | 2:41 |
| 9.    | Kim le kangourou (Jean Dréjac / Jean-Jacques Debout)                                     | 3:16 |
| 10.   | Gavroche (Roger Dumas / Jean-Jacques Debout)                                             | 2:36 |
| 11.   | On n'y peut rien (Roger Dumas / Jean-Jacques Debout)                                     | 2:59 |
| 29:28 |                                                                                          |      |

## Crédits
- Direction artistique : Jean-Jacques Debout/Jean-Daniel Mercier
- Enregistré au studio du Palais Des Congrès
- Ingénieur du son : Jean-Michel Porterie
- Assistant : Frédéric Bourtayre
- Arrangements et direction d'orchestre : Jean-Daniel Mercier
- Réalisation : Jean-Michel Mercier
- Production : Jean-Jacques Debout
- Chœurs : Les Petits Chanteurs d'Aix-En-Provence sous la direction de Gérard Mouton

## Singles
- Félix le Chat - 1985
- Les champignoux - 1986